# Fresne-l'Archevêque
Fresne-l'Archevêque är en kommun i departementet Eure i regionen Normandie i norra Frankrike. Kommunen ligger i kantonen Les Andelys som tillhör arrondissementet Les Andelys. År 2018 hade Fresne-l'Archevêque 562 invånare.

## Befolkningsutveckling
Antalet invånare i kommunen Fresne-l'Archevêque
Referens:INSEE